# Talpa aquitania
Talpa aquitania (кріт аквітанський) — вид мишоподібних ссавців з родини кротових (Talpidae).

## Таксономічні примітки
Вид названий за назвою древньої римської провінції Аквітанії, де розміщена більша частина ареалу цього крота і де лежить типова місцевість.

## Морфологічна характеристика
Talpa aquitania можна однозначно відрізнити від споріднених видів, Talpa europaea Linnaeus 1758 і Talpa occidentalis Cabrera 1907, завдяки унікальному поєднанню ознак: 1. Повіки зрослися між собою (тоді як у європейського крота очі відкриті, а в T. occidentalis повністю покриті перетинкою). 2. Вага, довжина голови й тулуба і задньої ступні значно більші в T. aquitania (вага: 89 ± 17 г, голова і тулуб: 149 ± 7 мм, ступня: 21,5 ± 1,5 мм). 3. Три види різняться за морфологією молярів. 4. Базовий склад із 16 позицій гена цитохрому b відрізняється між T. aquitania та двома іншими видами. 

## Середовище проживання
Проживає на південному заході Франції й на північному сході Іспанії. 